# Воєначальник
Воєнача́льник — полководець, вищий військовий або військово-морський начальник (командир), на якого покладено обов'язки управління військами, як у мирний так і у воєнний час.

## Історичні аспекти
У Стародавній Греції і особливо Римі, а також у період нової і новітньої історії (XVI—XX ст.) під цим поняттям малося на увазі воєначальники — командувачі великими військовими об'єднаннями, чисельністю не менше 20—30 тис. осіб, і якості стратега, що вони проявляють у своїй командній діяльності.
У збройних силах СРСР воєначальниками було заведено вважати командувачів військами фронтів, округів, командувачів флотами, арміями і флотиліями, членів військових рад, начальників штабів і родів військ цих оперативних об'єднань тощо.

## Різновиди
Поняття «воєначальник» у широкому порозумінні є узагальнювальним, у тому числі для полководців і флотоводців. Однак, на відміну від наведених категорій, воєначальник не обов'язково належить до військових лідерів, що володіють талантом, який дозволяє ним з найбільшою ефективністю використовувати наявні сили і засоби і меншими або рівнішими силами завдавати поразки переважаючим силам противника під час ведення бойових дій (битв або проведення військових операцій).